# محاكمة عزل أندرو جونسون

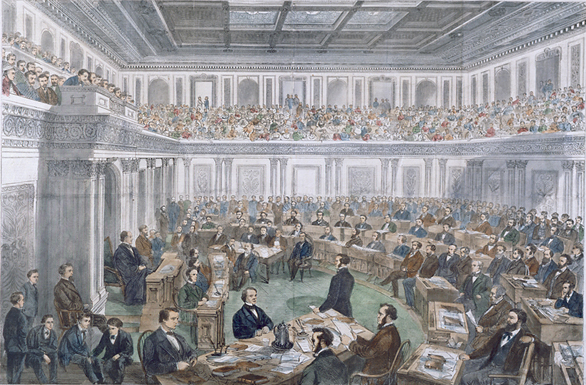
مجلس الشيوخ كمحكمة عزل لمحاكمة أندرو جونسون

عُقدت محاكمة عزل أندرو جونسون (بالإنجليزية: The impeachment trial of Andrew Johnson)، الرئيس السابع عشر للولايات المتحدة في مجلس الشيوخ الأمريكي وانتهت بحكم البراءة لثلاث من إحدى عشرة تهمة قبل تأجيلها إلى أجل غير مسمى دون صدور حكم نهائي بشأن التهم المتبقية. كانت هذه أول محاكمة لعزل رئيس أمريكي وكانت سادس محاكمة فيدرالية في تاريخ الولايات المتحدة. بدأت المحاكمة في 5 مارس من عام 1868 وتم تأجيلها حتى 26 مايو.
عُقدت المحاكمة بعد أن قام مجلس النواب الأمريكي بعزل جونسون في 24 فبراير عام 1868. في المواد الإحدى عشرة من المساءلة التي تم تبنيها في أوائل مارس عام 1868، اتهم مجلس النواب الرئيس جونسون بشكل رئيسي بانتهاك قانون فترة ولاية المنصب لعام 1867 من خلال محاولة عزل وزير الحرب إدوين ستانتون من منصبه وتسمية وزير الحرب لورنزو توماس مؤقتًا.
خلال المحاكمة، جادل الادعاء الذي قدمه مديرو المساءلة الذين عيّنهم مجلس النواب بأن جونسون قد انتهك بالفعل قانون فترة المنصب بإقالة ستانتون دون موافقة مجلس الشيوخ. أكد المديرون أن رؤساء الولايات المتحدة ملزمون بتنفيذ واحترام القوانين التي أقرها كونغرس الولايات المتحدة، بغض النظر عما إذا كان الرئيس يعتقد أنها دستورية أم لا. جادل المديرون بأنه بخلاف ذلك، سيسمح للرؤساء بعصيان إرادة الكونغرس بانتظام (الذين قالوا، كممثلين منتخبين، بأنهم يمثلون إرادة الشعب الأمريكي).
شكك دفاع جونسون في تلك الجرائم المزعومة وأثار شكوكًا حول نيته الحقيقية. كانت إحدى النقاط التي أثارها الدفاع هي وجود بعض الهفوات في قانون فترة المنصب الأمر الذي ترك نوعًا ما من الغموض حول ما إذا كان ينطبق بالفعل على إقالة جونسون لستانتون. جادلوا أيضًا بأن قانون مدة المنصب غير دستوري قطعًا، وأن نية جونسون في طرد ستانتون كانت اختبار لدستورية القانون أمام المحكمة العليا للولايات المتحدة (وأن جونسون يحق له القيام بذلك). بالإضافة إلى أنه حتى لو كان القانون دستوريًا، فلا ينبغي عزل الرؤساء من مناصبهم لإساءة فهم حقوقهم الدستورية. ذلك أن جونسون كان يتصرف لصالح ضرورة إبقاء وزارة الحرب على أهبة الاستعداد من خلال تعيين لورنزو توماس كضابط مؤقت، وأنه لم يتسبب في أي ضرر عام لقيامه بذلك. جادلوا أيضًا بأن الحزب الجمهوري كان يستخدم المساءلة كأداة سياسية. وأكد الدفاع الرأي القائل بأنه لا ينبغي عزل الرؤساء من مناصبهم عن طريق المساءلة عن الأفعال السياسية السيئة، لأن هذا هو الغرض الحقيقي من الانتخابات.
انتهت المحاكمة بحكم التبرئة، إذ صوّت مجلس الشيوخ بشكل متطابق على ثلاث من المواد الإحدى عشرة للمساءلة، وفشل في كل مرة بتصويت واحد للوصول إلى الأغلبية العظمى اللازمة لإدانة جونسون. في كل من هذه المواد الثلاث، صوت خمسة وثلاثون من أعضاء مجلس الشيوخ الجمهوريين لإدانته، بينما صوت عشرة أعضاء جمهوريين في مجلس الشيوخ وجميع أعضاء مجلس الشيوخ الديمقراطيين التسعة لتبرئته. بعد أن فشلت جميع هذه الأصوات الثلاثة في الإدانة، أرجأ مجلس الشيوخ المحاكمة دون التصويت على المواد الثمانية المتبقية من المساءلة. رأى قرار الأغلبية الصادر عن المحكمة العليا للولايات المتحدة في قرارها الصادر عام 1926 في قضية مايرز ضد الولايات المتحدة لاحقًا أن قانون ولاية المنصب في قلب إجراءات العزل كان قانونًا باطلًا.

## الخلفية
وصل أندرو جونسون إلى رئاسة الولايات المتحدة بعد اغتيال الرئيس الجمهوري أبراهام لنكولن عام 1865. تم انتخاب جونسون، وهو ديمقراطي جنوبي، نائبًا للرئيس في عام 1864 من خلال الوحدة مع لينكولن. كرئيس، عقد جونسون خلافات مفتوحة مع الأغلبية الجمهورية في مجلسي النواب والشيوخ في الولايات المتحدة (مجلسا الكونغرس الأمريكي).
أدى صراع جونسون مع الكونغرس الذي يسيطر عليه الجمهوريون إلى بذل مجهود أكبر منذ عام 1866، لا سيما من قِبَل الجمهوريين الراديكاليين، لعزل جونسون. في 7 يناير من عام 1867، صوت مجلس النواب على إطلاق تحقيق عزل تديره لجنة القضاء في مجلس النواب، ما أدى إلى تصويت اللنة في 25 نوفمبر عام 1867 بنسبة 4-5 من الأصوات للتوصية بالمساءلة. ومع ذلك، في 7 ديسمبر عام 1867، رفض مجلس النواب بكامل هيئته المساءلة بأغلبية 108 صوت مقابل 57. في 22 يناير عام 1868، وافق مجلس النواب بتصويت 103-37 على قرار بإطلاق تحقيق عزل ثانٍ تديره لجنة مجلس النواب المختارة لإعادة الإعمار.
في عام 1867، أقر الكونغرس قانون ولاية المنصب من خلال تجاوز حق النقض لجونسون بنجاح. تمت كتابة القانون بقصد قمع سلطة جونسون وحماية وزير الحرب الأمريكي إدوين ستانتون من عزله من منصبه من جانب واحد من قِبَل الرئيس جونسون. كان ستانتون متحالفًا بقوة مع الجمهوريين الراديكاليين، وعمل كفرع تنفيذي حليف لسياسات إعادة الإعمار للجمهوريين الراديكاليين في الكونغرس. قيّد قانون فترة الولاية سلطة رئيس الولايات المتحدة في تعليق ضباط الفروع الفيدراليين الذين أقرهم مجلس الشيوخ بينما لم يعقد مجلس الشيوخ أي جلسة له. تم وضع قانون فترة المنصب لمنع الرئيس من إقالة أي ضابط كان قد تم تعيينه سابقًا بمشورة وموافقة مجلس الشيوخ دون موافقة مجلس الشيوخ. وفقًا للقانون، في حال أقال الرئيس مثل هذا الضابط أثناء عطلة مجلس الشيوخ وصوّت المجلس على إعادة عقد الجلسة ضد التصديق على الإقالة، فسيُطلب من الرئيس إعادة تعيين الضابط نفسه. قام جونسون، خلال عطلة مجلس الشيوخ في أغسطس عام 1867، بتعليق ستانتون في انتظار الجلسة التالية للمجلس، وعيّن مكانه يوليسيس جرانت كوزيرًا للحرب بالإنابة. عندما اجتمع مجلس الشيوخ في 13 يناير عام 1868، رفض التصديق على قرار العزل بتصويت 35-6. ومع ذلك، وبغض النظر عن هذا التصويت، في 21 فبراير عام 1868، حاول الرئيس جونسون استبدال ستانتون بلورنزو توماس في انتهاك واضح تمامًا لقانون فترة المنصب.
في نفس اليوم الذي حاول فيه جونسون استبدال ستانتون بتوماس، تمت إحالة قرار عزل جونسون عن طريق تقرير كتبه جون كوفود إلى لجنة مجلس النواب المختارة لإعادة الإعمار. في 22 فبراير، أصدرت لجنة مجلس النواب المختارة لإعادة الإعمار تقريرًا أوصى بمحاكمة جونسون بتهمة ارتكاب جرائم وجنح كبيرة، وأبلغت عن نسخة معدلة من قرار العزل. في 24 فبراير، صوّت مجلس النواب بنسبة 126-47 من الأصوات لعزل جونسون بتهمة ارتكاب جرائم وجنح كبيرة، والتي تم تفصيلها في 11 مادة من مواد إجراء سحب الثقة (تمت الموافقة على 11 مادة بشكل منفصل في التصويت الذي تم إجراؤه في 2 و 3 مارس عام 1868). كانت التهمة الأساسية ضد جونسون أنه انتهك قانون فترة المنصب بإقالة ستانتون من منصبه.
تُعدّ محاكمة جونسون هي الأولى لعزل رئيس أمريكي. وهي أيضًا سادس محاكمة فيدرالية للمساءلة في التاريخ الأمريكي بعد محاكمات عزل ويليام بلونت وجون بيكرينغ وصامويل تشايس وجيمس هوكينز بيك وويست هيوز همفريز. في اثنتين فقط من محاكمات العزل السابقة، صوت مجلس الشيوخ على الإدانة.
في محاكمات العزل الفيدرالية للولايات المتحدة، في حال تمت إدانة شاغل المنصب بتصويت ثلثي أعضاء مجلس الشيوخ، يتم عزله تلقائيًا. لا يمكن لمجلس الشيوخ، إلا بعد التصويت بالإدانة، مع أغلبية بسيطة لمنع الفرد المُدان من تولي منصب فيدرالي في المستقبل.